# Krzątka
Krzątka (dawn. Krządka) – wieś w Polsce, położona w województwie podkarpackim, w powiecie kolbuszowskim, w gminie Majdan Królewski.
| SIMC    | Nazwa            | Rodzaj     |
| ------- | ---------------- | ---------- |
| 0799316 | Ciepucha         | część wsi  |
| 0799322 | Drozdów          | część wsi  |
| 0799351 | Goleniów         | przysiółek |
| 0799339 | Jasionka         | część wsi  |
| 0799368 | Klatki           | przysiółek |
| 0799374 | Konefały         | przysiółek |
| 0799380 | Podrusinów       | przysiółek |
| 0799345 | Rębisze          | część wsi  |
| 0799397 | Trzosowa Ścieżka | przysiółek |

W latach 1954–1972 wieś należała i była siedzibą władz gromady Krzątka. W latach 1975–1998 wieś administracyjnie należała do województwa tarnobrzeskiego.
Wieś jest siedzibą rzymskokatolickiej parafii pw. Matki Bożej Nieustającej Pomocy należącej do dekanatu Raniżów w diecezji sandomierskiej.
W XIX wieku miejscowość nosiła nazwę Krządka.
Pierwszy zapis pochodzi z 1794. Nazwa wsi wywodzi się od nazwy osobowej Krzątka, a ta od słowa krzątać się 'uwijać się, poruszać', staropolskie krzęcić się 'być w ciągłym ruchu'
Nazwy obiektów fizjograficznych:
- las - Bigolajze, Drozdowskie Łąki, Dzialik, Góry, Hubert, Kopciów Smug, Korzeczek, Mańkowa Poręba, Obcinek, Piskornia, Równe Doły, Sławne Góry, Trzetrzewiec, Zadębie, Zrąb
- pole - Dąbrowa, Gliniki, Morgi, Paskowa Choina, Podrościuszek, Rudackie Pudy
- piaski - Gęś
- wzniesienie - Łysa Góra, Maziarskie Góry, Rozlazła Góra, Wołowa Góra, Wysoka Góra
- pastwisko - Rezerwa, Szewców Smug, Tabory, Wielki Ług, Zrąb

W 1929 na poligonie wojskowym, pracownik naukowy Uniwersytetu Poznańskiego znalazł okrągłą bryłę żelaza. Bryła nosiła ślady obtopienia, powierzchnia, była czarna i chropowata. Okaz został przewieziony do Poznania i tam zbadany. Meteoryt Krządka (meteoryt żelazny, prawdopodobnie oktaedryt gruboziarnisty) był przechowywany do 1939 w zbiorach Zakładu Geologii i Paleontologii Uniwersytetu Poznańskiego, który został zniszczony przez lotnictwo angielskie w 1944. Od tego czasu meteoryt ten uznaje się za zaginiony.
W 2001 założono Ludowy Zespół Sportowy Krzątka.
W miejscowości działają dwie szkoły podstawowe: PSP Krzątka i PSP Klatki.